# Этажом выше (фильм, 1937)
Этажом выше (пол. Piętro wyżej) — польский чёрно-белый музыкальный фильм, комедия 1937 года.

## Сюжет
Молодой диктор радио Хенрик По́нчек снимает жильё в доме однофамильца Ипполита По́нчека. Кроме фамилии у них ничего общего. Пожилой Ипполит любит классическую музыку, играет на флейте. Хенрик же — любитель джаза, с товарищами создал и проводит репетиции джаз-банда. Соседи взаимно делают разные неприятности друг другу. Однако как-то вечером племянница Ипполита по ошибке попала в квартиру Хенрика и заснула в его кровати. Так начинается сумасшедшая комедия ошибок...

## В ролях
- Евгениуш Бодо — Генрик Пончик, диктор радио.
- Юзеф Орвид — Ипполит Пончик, домовладелец.
- Хелена Гроссувна — Лёдя, племянница Ипполита Пончика.
- Людвик Семполинский — Кулька-Кулькевич.
- Станислав Волиньский — Протазы, слуга Ипполита Пончика.
- Чеслав Сконечны — Дамазы, слуга Генрика Пончика.
- Алина Желиская — Алиция Бонецкая.
- Феликс Хмурковский — Стефан Бонецкий, отец Алиции.